# Ursărești, Iași
Ursărești este un sat în comuna Răchiteni din județul Iași, Moldova, România. 
.